# Dactylorhiza sambucina
L'orchide sambucina (Dactylorhiza sambucina (L.) Soó, 1962) è una pianta erbacea appartenente alla famiglia delle Orchidacee.

## Etimologia
L'epiteto specifico (sambucina) deriverebbe dall'odore di sambuco che emanano alcune piante di questa specie.
Il binomio scientifico di questa pianta inizialmente era Orchis sambucina, proposto dal botanico e naturalista svedese Carl von Linné  (1707 - 1778) in una pubblicazione del 1755, modificato successivamente in quello attualmente accettato (Dactylorhiza sambucina), proposto dal botanico ungherese Károly Rezso Soó (1903 – 1980) nel 1962.
In lingua tedesca questa pianta si chiama Holunders-Knabenkraut; in francese si chiama Orchis à odeur de sureau.

## Descrizione

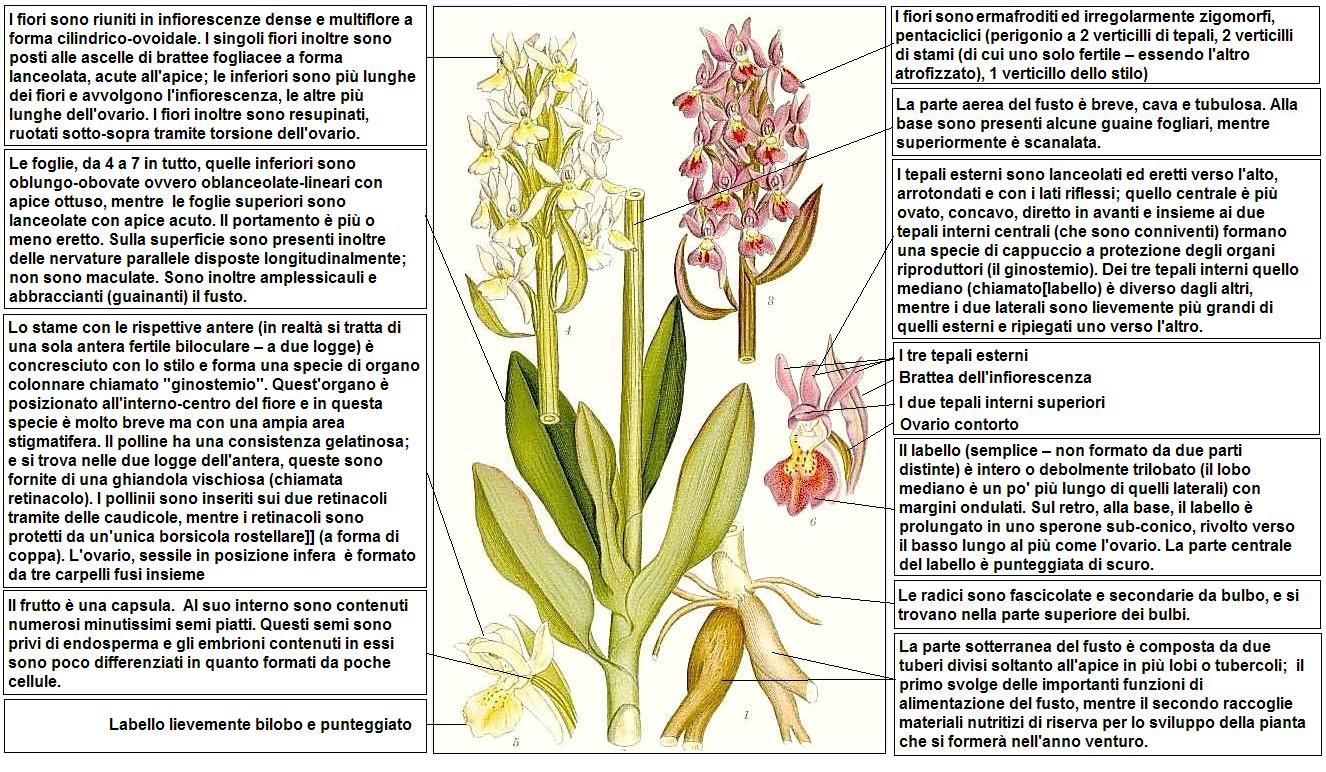
Descrizione delle parti della pianta

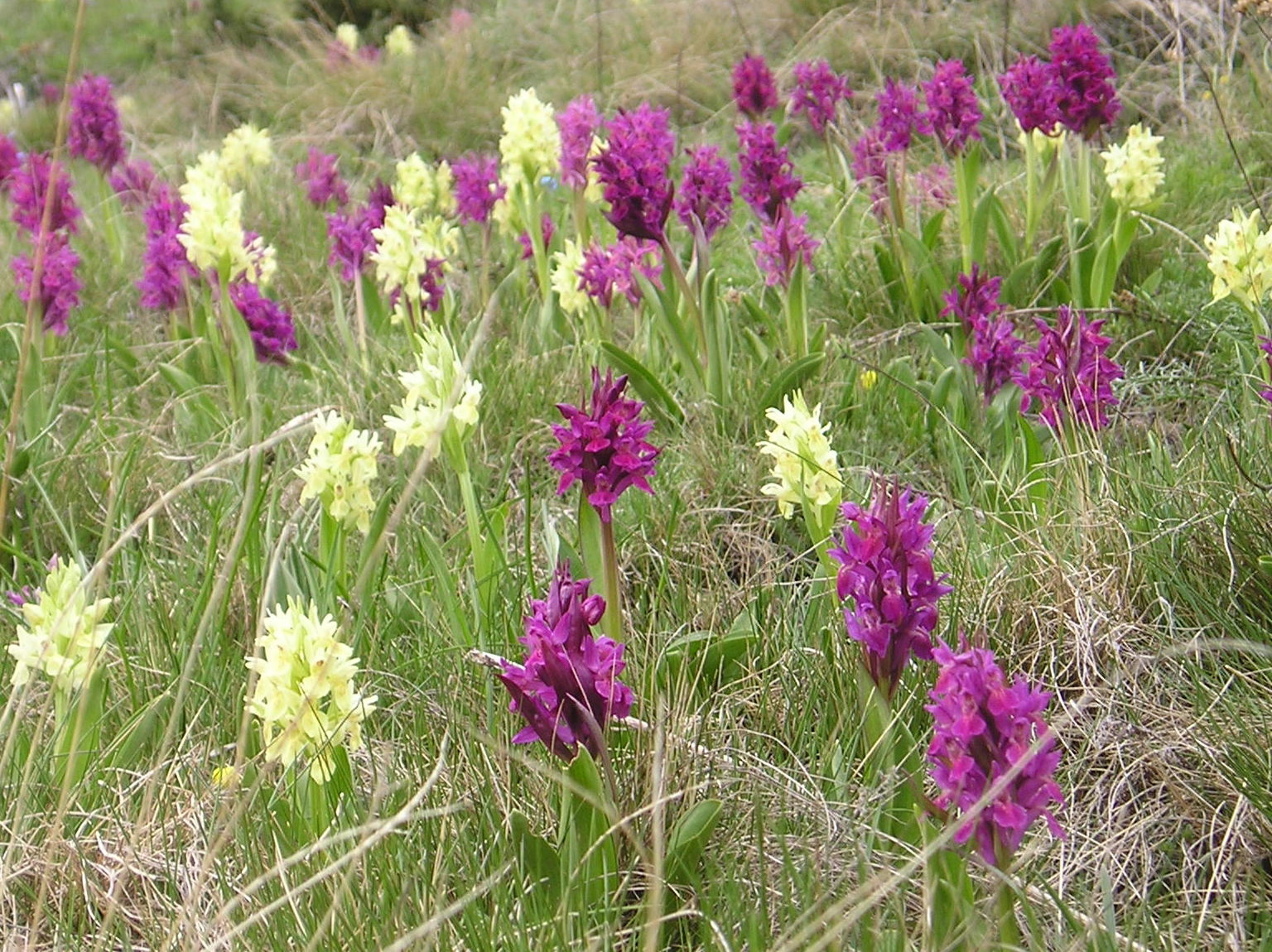
Il portamento

È una pianta erbacea glabra alta 10 – 40 cm. La forma biologica è geofita bulbosa (G bulb), ossia sono piante perenni che portano le gemme in posizione sotterranea. Durante la stagione avversa non presentano organi aerei e le gemme si trovano in organi sotterranei chiamati bulbi o tuberi, organi di riserva che annualmente producono nuovi fusti, foglie e fiori. È un'orchidea terrestre in quanto contrariamente ad altre specie, non è “epifita”, ossia non vive a spese di altri vegetali di maggiori proporzioni.

### Radici
Le radici sono fascicolate e secondarie da bulbo, e si trovano nella parte superiore dei bulbi.

### Fusto
- Parte ipogea: la parte sotterranea del fusto è composta da due tuberi (bulbi-tuberi) divisi soltanto all'apice in più lobi o tubercoli (caratteristica peculiare del genere Dactylorhiza);  il primo svolge delle importanti funzioni di alimentazione del fusto, mentre il secondo raccoglie materiali nutritizi di riserva per lo sviluppo della pianta che si formerà nell'anno venturo.
- Parte epigea: la parte aerea del fusto è breve, cava e tubulosa. Alla base sono presenti alcune guaine fogliari (resti di foglie atrofizzate), mentre superiormente è scanalata (angolosa) e sfumata di violaceo.

### Foglie

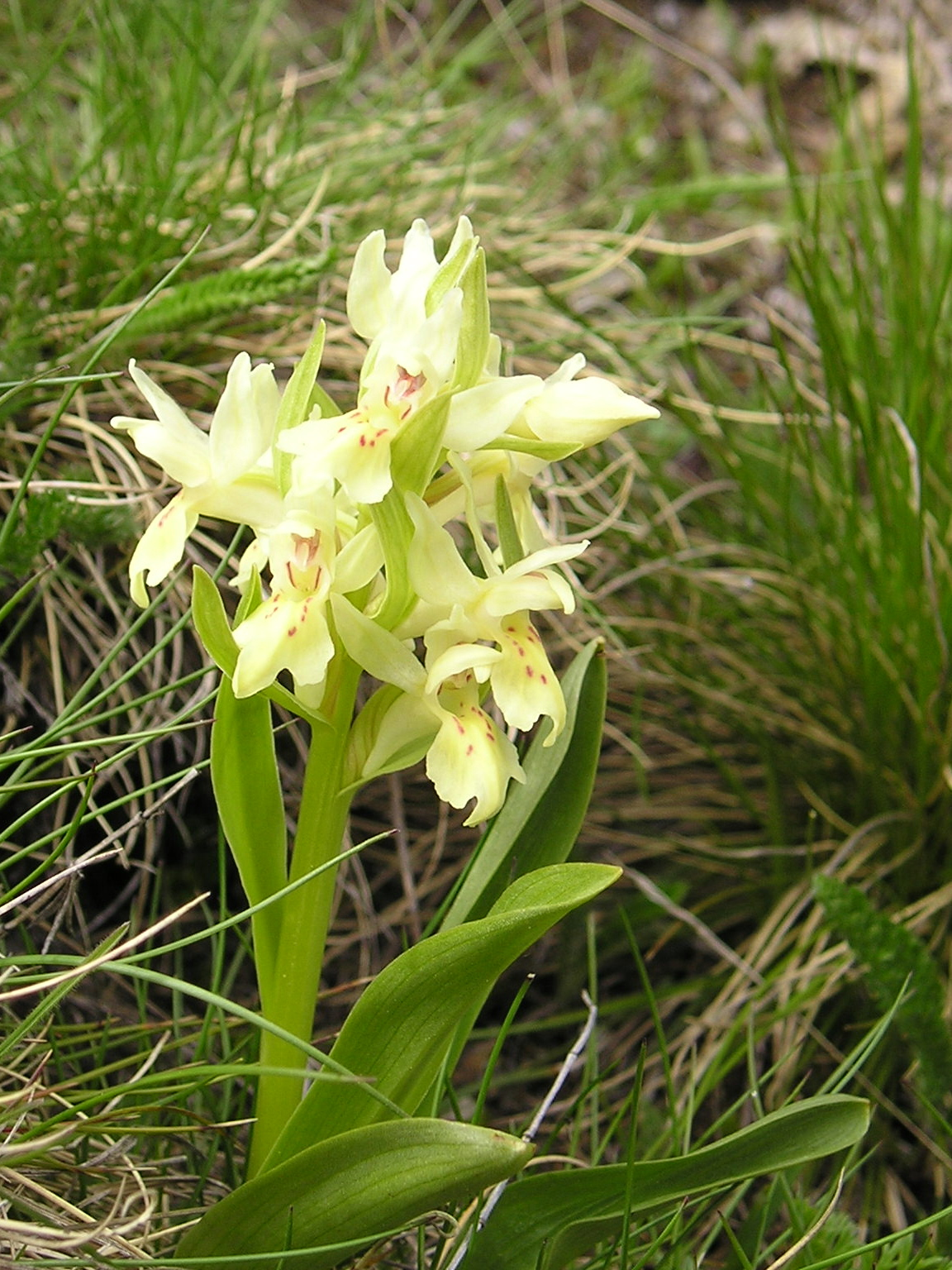
Le foglie
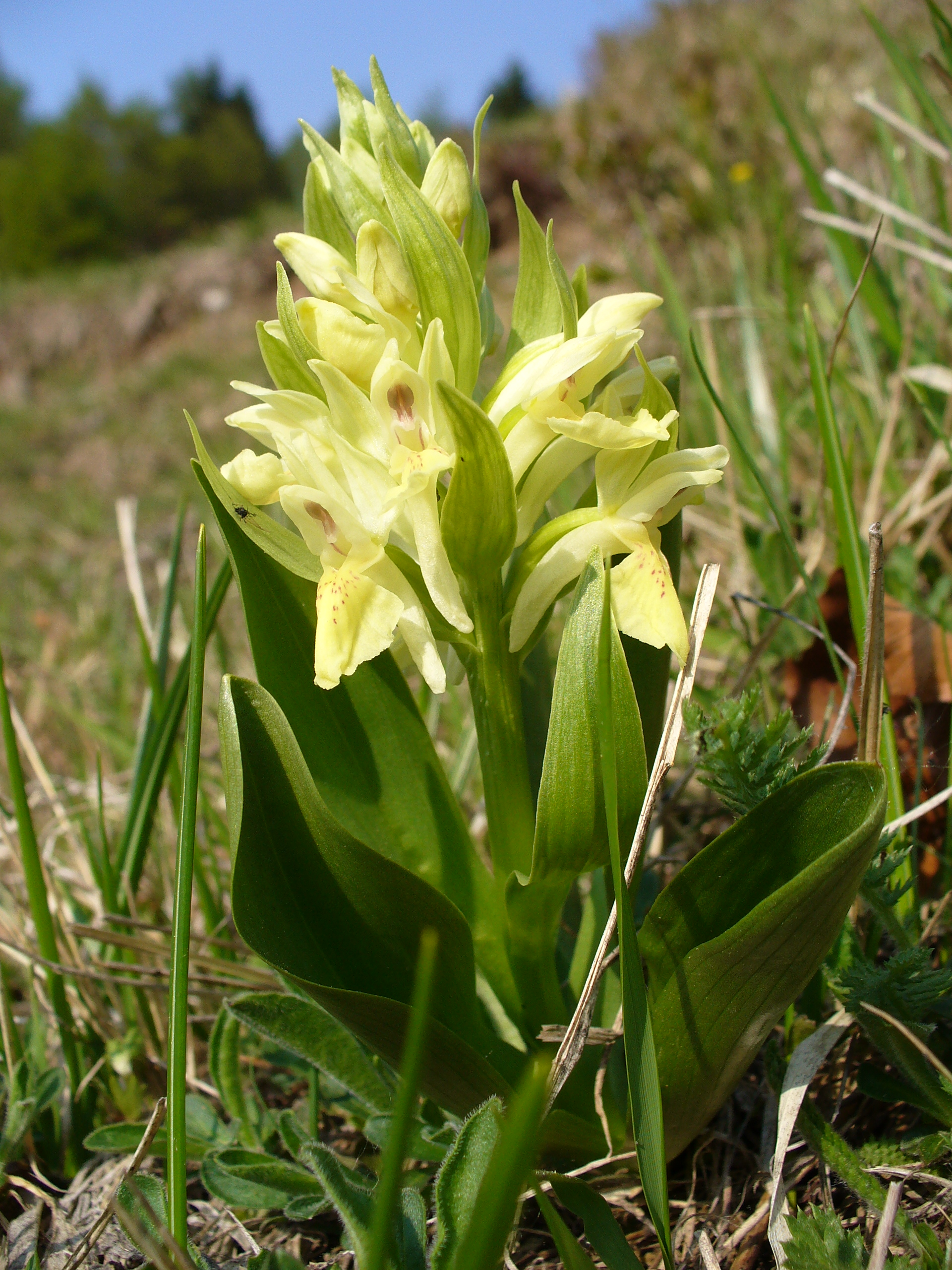

Le foglie, da 4 a 7 in tutto, quelle inferiori sono oblungo-obovate ovvero oblanceolate-lineari con apice ottuso, mentre le foglie superiori sono lanceolate con apice acuto. Il portamento è più o meno eretto. Sulla superficie sono presenti inoltre delle nervature parallele disposte longitudinalmente (foglie di tipo parallelinervie); non sono maculate. Sono inoltre amplessicauli e abbraccianti (guainanti) il fusto. Le foglie lungo il fusto sono distribuite in modo equo. Dimensione delle foglie: larghezza 1 – 2,5 cm; lunghezza 6 – 12 cm.

### Infiorescenza

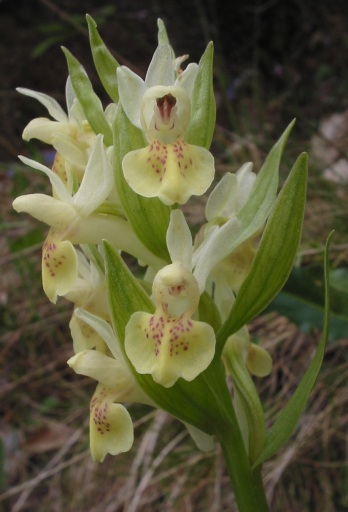
Infiorescenza
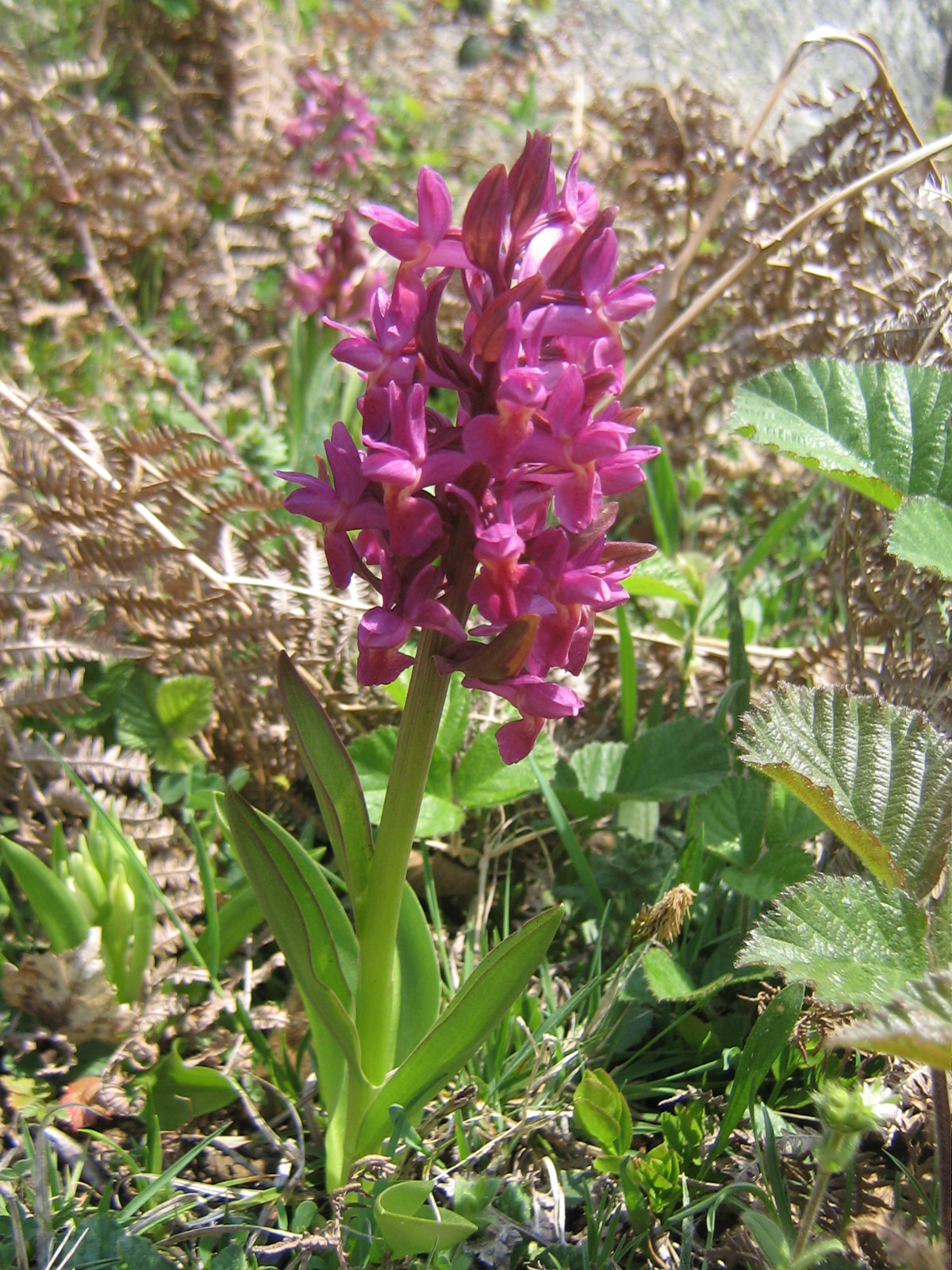

I fiori sono riuniti in infiorescenze dense e multiflore a forma cilindrico-ovoidale. I singoli fiori inoltre sono posti alle ascelle di brattee fogliacee a forma lanceolata, acute all'apice; le inferiori sono più lunghe dei fiori e avvolgono l'infiorescenza, le altre più lunghe dell'ovario. I fiori inoltre sono resupinati, ruotati sottosopra tramite torsione dell'ovario; in questo caso il labello è volto in basso. Lunghezza dell'infiorescenza: 5 – 10 cm. Lunghezza delle brattee: 4 cm.

### Fiore

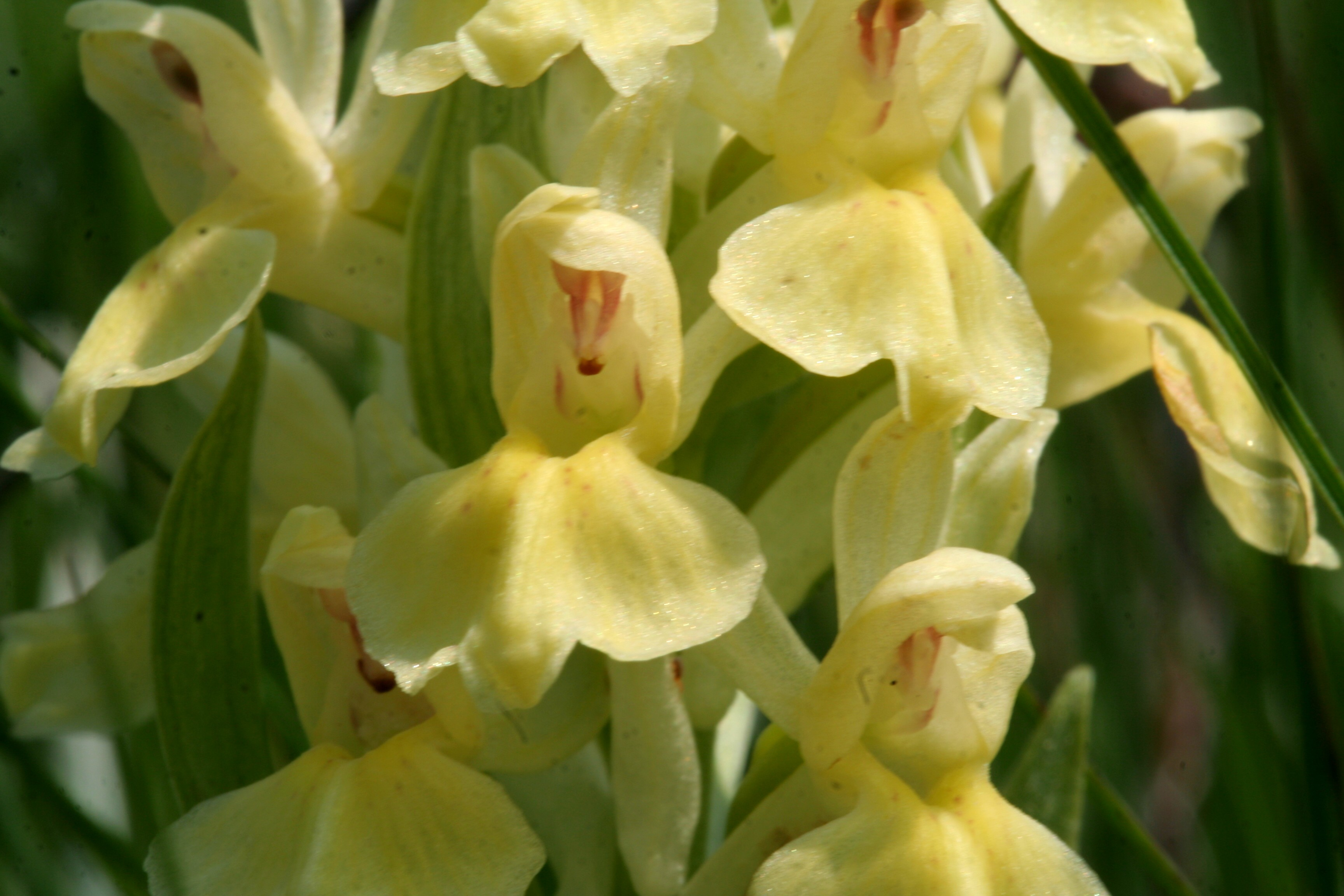
I fiori Località: Pianezze, Trichiana (BL), 859 m s.l.m. - 10/05/2008
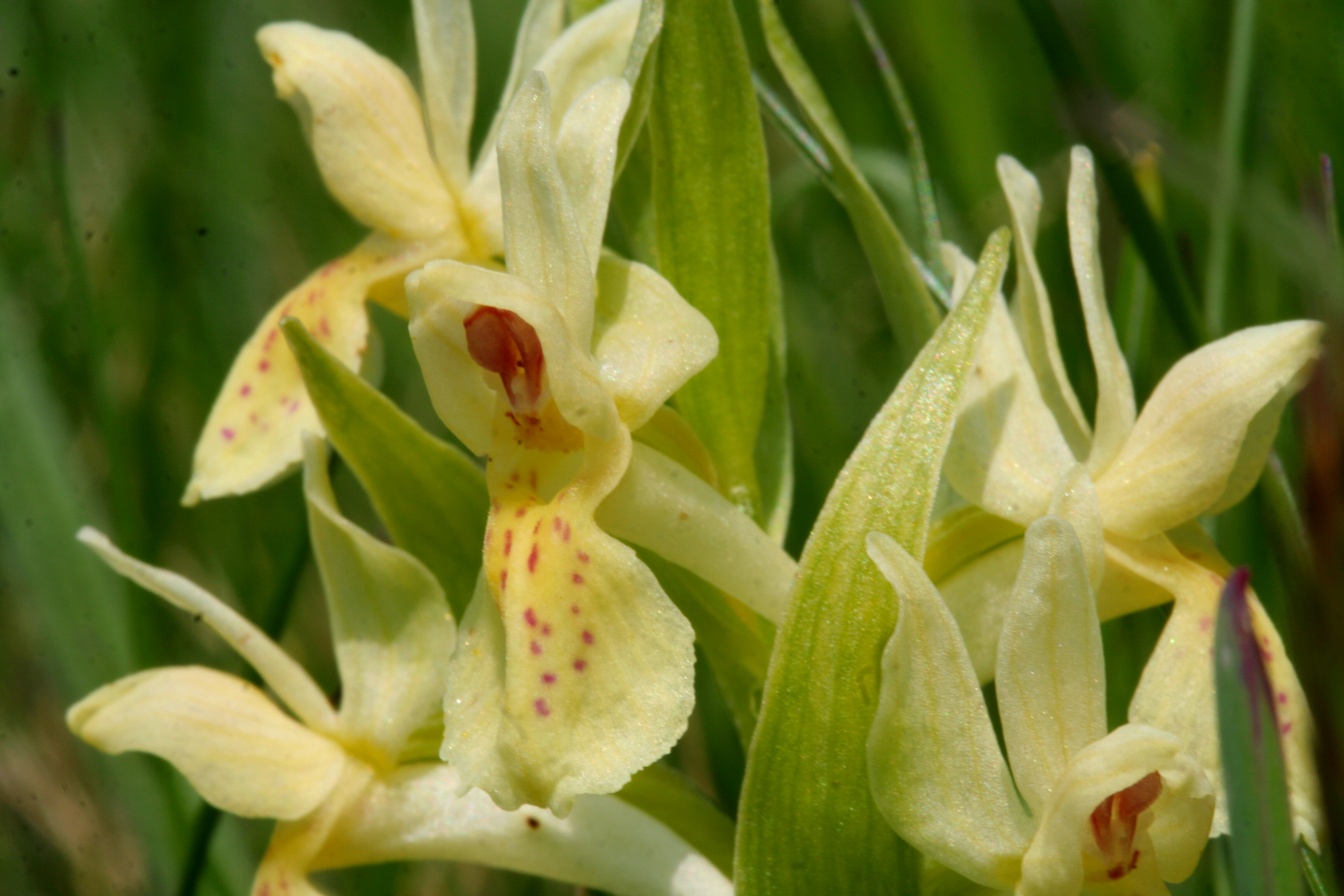
Località: Pianezze, Trichiana (BL), 859 m s.l.m. - 10/05/2008
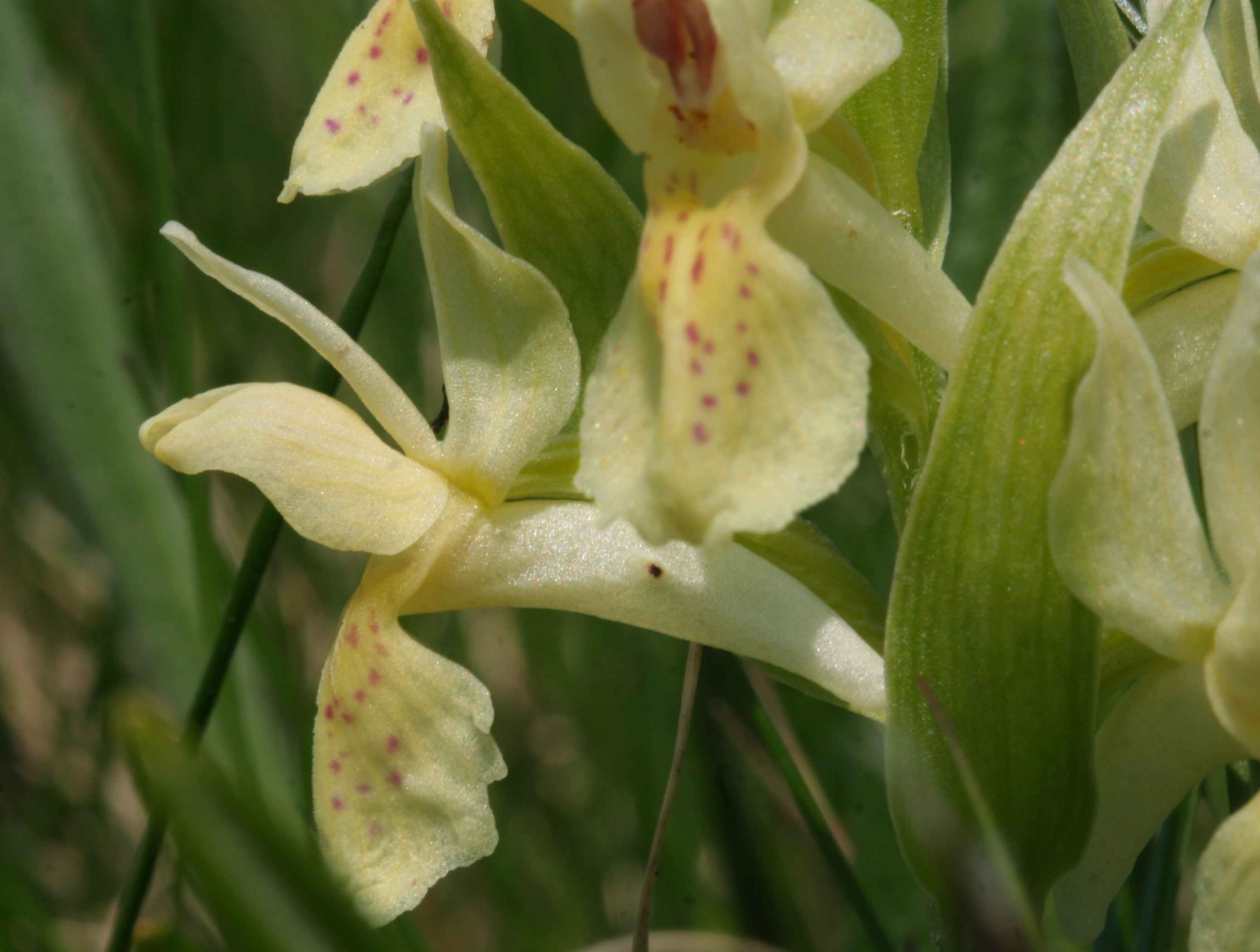
Località: Pianezze, Trichiana (BL), 859 m s.l.m. - 10/05/2008
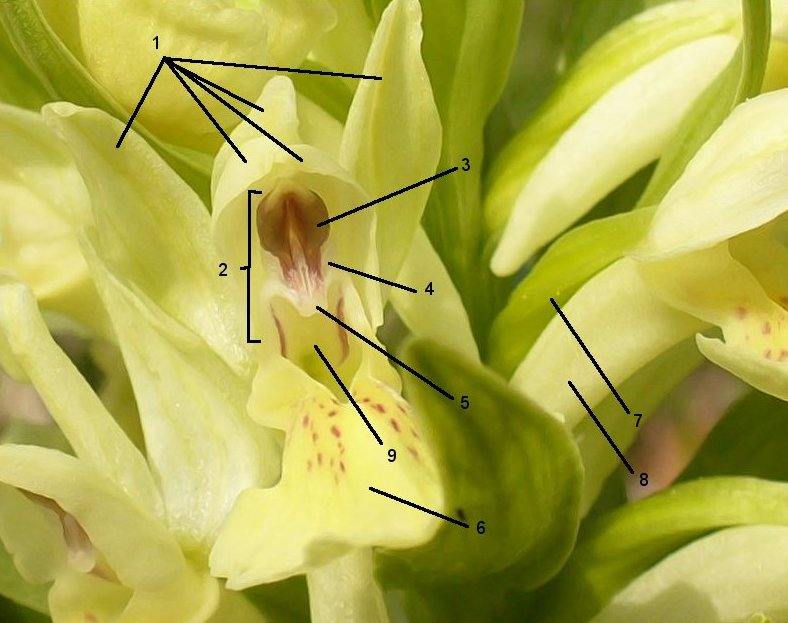
Anatomia del fiore

I fiori sono ermafroditi ed irregolarmente zigomorfi, pentaciclici (perigonio a 2 verticilli di tepali, 2 verticilli di stami (di cui uno solo fertile – essendo l'altro atrofizzato), 1 verticillo dello stilo). Il colore dei fiori varia dal giallo al magenta o rosso-violaceo. In alcune zone è facile trovare insieme individui con i due colori indicati. Più difficile è trovare individui con i due colori screziati. Dimensione del fiore: 12 – 18 mm.
- Formula fiorale:

P 3+3, [A 1, G (3)]
- Perigonio: il perigonio è composto da 2 verticilli con 3 tepali (o segmenti) ciascuno (3 interni e 3 esterni). I tepali esterni sono lanceolati ed eretti verso l'alto, arrotondati e con i lati riflessi; quello centrale è più ovato, concavo, diretto in avanti e insieme ai due tepali interni centrali (che sono conniventi) formano una specie di cappuccio a protezione degli organi riproduttori (il ginostemio). Dei tre tepali interni quello mediano (chiamato labello) è diverso dagli altri, mentre i due laterali sono lievemente più grandi di quelli esterni e ripiegati uno verso l'altro. Lunghezza dei tepali esterni: 7 mm.
- Labello:  il labello (semplice – non formato da due parti distinte) è intero o debolmente trilobato (il lobo mediano è un po' più lungo di quelli laterali) con margini ondulati. Sul retro, alla base, il labello è prolungato in uno sperone sub-conico, rivolto verso il basso lungo al più come l'ovario. La parte centrale del labello è punteggiata di scuro. Dimensione del labello: larghezza 10 – 15 mm; lunghezza 8 – 10 mm. Lunghezza dello sperone: 10 – 15 mm.
- Ginostemio:  lo stame con le rispettive antere (in realtà si tratta di una sola antera fertile biloculare – a due logge) è concresciuto con lo stilo e forma una specie di organo colonnare chiamato "ginostemio"[5]. Quest'organo è posizionato all'interno-centro del fiore e in questa specie è molto breve ma con una ampia area stigmatifera. Il polline ha una consistenza gelatinosa; e si trova nelle due logge dell'antera, queste sono fornite di una ghiandola vischiosa (chiamata retinacolo). I pollinii sono inseriti sui due retinacoli tramite delle caudicole, mentre i retinacoli sono protetti da un'unica borsicola rostellare (a forma di coppa). L'ovario, sessile in posizione infera  è formato da tre carpelli fusi insieme[3].
- Fioritura: fiorisce dalla metà di aprile ai primi di luglio.
- Impollinazione: l'impollinazione è entomofila ed avviene ad opera di insetti, specialmente imenotteri del genere Bombus (Apidae). Queste piante in realtà sono quasi prive di nettare, ma vengono visitate ugualmente dai vari insetti pronubi in quanto le confondono con altre piante dotate di nettare.

### Frutti
Il frutto è una capsula.  Al suo interno sono contenuti numerosi minutissimi semi piatti. Questi semi sono privi di endosperma e gli embrioni contenuti in essi sono poco differenziati in quanto formati da poche cellule. Queste piante vivono in stretta simbiosi con micorrize endotrofiche, questo significa che i semi possono svilupparsi solamente dopo essere infettati dalle spore di funghi micorrizici (infestazione di ife fungine). Questo meccanismo è necessario in quanto i semi da soli hanno poche sostanze di riserva per una germinazione in proprio.

## Biologia
La riproduzione di questa pianta può avvenire in due modi: 
- per via sessuata grazie all'impollinazione degli insetti pronubi; la germinazione dei semi è tuttavia condizionata dalla presenza di funghi specifici (i semi sono privi di albume – vedi sopra).
- per via vegetativa in quanto uno dei due bulbi possiede la funzione vegetativa per cui può emettere gemme avventizie capaci di generare nuovi individui (l'altro bulbo generalmente è di riserva).

## Distribuzione e habitat
- Geoelemento: il tipo corologico (area di origine) è Europeo - Caucasico.
- Distribuzione: questa orchidea è abbastanza comune ed è diffusa in tutta l'Europa centro-meridionale (è assente nelle Alpi Dinariche e meno frequente sul versante nord delle Alpi). In Italia è presente nelle Alpi e Prealpi, nell'Appennino e in altre zone montuose o collinari. È presente anche in Corsica e in Sicilia, manca in Sardegna.
- Habitat: predilige prati aridi o freschi (praterie rase subalpine e alpine), radure o boschi luminosi e garighe. Il substrato preferito è sia calcareo che siliceo con pH acido e terreno poco nutriente e secco. Si può trovare quindi sia in terreni alcalini che leggermente acidi.
- Distribuzione altudinale: sui rilievi queste piante si possono trovare dai 300 fino a 2000 m s.l.m.; frequentano quindi i seguenti piani vegetazionali: collinare, montano e subalpino.

### Fitosociologia
Dal punto di vista fitosociologico la specie di questa voce appartiene alla seguente comunità vegetale:
Formazione: delle comunità a emicriptofite e camefite delle praterie rase magre secche
Classe: Festuco-Brometea
Ordine: Brometalia erecti

## Tassonomia
All'interno del genere Dactylorhiza l'orchidea di questa voce fa parte della sezione Sambucinae caratterizzata dall'avere dei tuberi a forma più o meno cilindrica, divisi solamente all'apice e lo sperone più lungo o uguale all'ovario (nell'altra sezione  Maculatae i tuberi invece sono profondamente divisi in diversi tubercoli e lo sperone del labello è più breve dell'ovario).
D. sambucina è inoltre aggregata al gruppo Group of Dactylorhiza sambucina (L.) Soó caratterizzato dall'avere i tuberi appiattiti e poco palmati, foglie a superficie non maculata e labello appena lobato. Le orchidee di questo gruppo inoltre preferiscono un substrato piuttosto secco. Gli altri componenti di questo gruppo sono:
- Dactylorhiza romana (Sebast.) Soó
- Dactylorhiza insularis (Sommier) Landwehr

Il numero cromosomico di D. sambucina è: 2n = 40.

### Ibridi
La specie di questa voce con altre orchidee (dello stesso genere) possono formare ibridi (il seguente elenco comprende solamente alcuni possibili ibridi sul territorio italiano - questi ibridi non sempre sono riconosciuti da tutti i botanici):
- Dactylorhiza × guillaumeae C.Bernard, 1983 (ibrido di D. sambucina e Dactylorhiza incarnata (L.) Soó)
- Dactylorhiza × rombucina (Cif. & Giacom.) Soó, 1962 (ibrido di D. sambucina e Dactylorhiza romana (Sebast.) Soó)

### Sinonimi
La specie di questa voce ha avuto nel tempo diverse nomenclature (alcune liste ne contano oltre 50). L'elenco che segue indica alcuni tra i sinonimi più frequenti:
- Dactylorchis sambucina (L.) Verm. 1947
- Dactylorhiza latifolia (L.) H.Baumann & Kunkele
- Orchis lutea Dulac
- Orchis sambucina  L. 1755 (basionimo)

### Specie simili
Le varie specie del gruppo di appartenenza della D. sambucina possono essere confuse una con l'altra; si distinguono comunque per le seguenti caratteristiche:
- Dactylorhiza romana (Sebast.) Soó: le foglie sono più strettamente lineari e sono raggruppate soprattutto alla base del fusto; il labello non è maculato; lo sperone è lineare-allungato a portamento arcuato-ascendente ed è più lungo dell'ovario.
- Dactylorhiza insularis (Sommier) Landwehr: le foglie hanno una forma più lanceolata e sono distribuite equamente lungo il fusto; lo sperone è sub-cilindrico a portamento orizzontale (leggermente ricurvo verso il basso) ed è lungo al più come l'ovario.